# Tobias Grøndahl
Tobias Schjølberg Grøndahl (* 22. Januar 2001 in Bærum) ist ein norwegischer Handballspieler. Der 1,82 m große mittlere Rückraumspieler spielt seit 2025 für den deutschen Bundesligisten Füchse Berlin und steht zudem im Aufgebot der norwegischen Nationalmannschaft.

## Privates
Tobias Grøndahls Vater spielte selbst für Haslum HK und Elverum Håndball und ist Trainer von Fold HK, wo Tobias’ zwei Jahre jüngerer Bruder aktiv ist. Seine Mutter läuft in der vierten norwegischen Liga auf. Alle vier tragen bzw. trugen die Rückennummer 15. Tobias Grøndahl ist mit der färöischen Handballspielerin Lív Sveinbjørnsdóttir Poulsen liiert.

## Karriere

### Verein
Tobias Grøndahl lernte das Handballspielen beim Haslum HK, wo sein Vater sein Jugendtrainer war. Bis er 16 oder 17 war, spielte er zudem noch Fußball. Auf Anraten seines Fußballtrainers konzentrierte sich Grøndahl auf den Hallensport. In der Saison 2017/18 bestritt er sein erstes Spiel (3 Tore) in der ersten norwegischen Liga. 2018/19 folgten 17 weitere Einsätze und 42 Tore für Haslum.
2019 wechselte der Spielmacher zum norwegischen Serienmeister Elverum Håndball. Dort teilte er sich eine Wohnung mit Mitspieler Alexander Blonz. Mit Elverum wurde er 2020, 2021 und 2022 norwegischer Meister. In der EHF Champions League erreichte er 2019/20 die Gruppenphase, 2020/21 die Play-off-Runde gegen den FC Barcelona und 2021/22 erneut die Play-off-Runde gegen Paris Saint-Germain. 2021/22 war Grøndahl mit 81 Toren zeitweise der beste Torschütze der Champions League. Im Sommer 2024 wechselte er zum dänischen Erstligisten GOG.
Zur Saison 2025/26 wechselte er zum deutschen Bundesligisten Füchse Berlin.

### Nationalmannschaft
In der norwegischen A-Nationalmannschaft debütierte Tobias Grøndahl am 5. Januar 2021 gegen Belarus. Bei der Weltmeisterschaft 2023 und bei den Olympischen Spielen 2024 stand er im norwegischen Aufgebot. Bei der Weltmeisterschaft 2025 warf er 29 Tore in sechs Spielen und erreichte mit der Auswahl den 10. Platz.

### Erfolge
- mit Elverum Håndball
  - 3× norwegischer Meister (Sluttspillvinner): 2020, 2021, 2022